# Lévyprozess
Lévyprozesse, benannt nach dem französischen Mathematiker Paul Lévy (1886–1971), sind stochastische Prozesse mit stationären, unabhängigen Zuwächsen. Sie beschreiben die zeitliche Entwicklung von Größen, die zwar zufälligen, aber über die Zeit (in Verteilung) gleich bleibenden und voneinander unabhängigen Einflüssen ausgesetzt sind. Viele wichtige Prozesse, wie der Wienerprozess oder der Poissonprozess, sind Lévyprozesse.

## Definition
Sei {\displaystyle (X_{t}),\;t\in T}, ein stochastischer Prozess über der Indexmenge {\displaystyle T} (meist {\displaystyle T=\mathbb {R} _{+}} oder {\displaystyle T=\mathbb {N} _{0}}). Man sagt, {\displaystyle X_{t}} habe unabhängige Zuwächse, wenn für alle {\displaystyle t_{1}<t_{2}<\dotsb <t_{n}\in T} die Zufallsvariablen {\displaystyle X_{t_{2}}-X_{t_{1}},X_{t_{3}}-X_{t_{2}},\dotsc ,X_{t_{n}}-X_{t_{n-1}}} (die Zuwächse von {\displaystyle X_{t}}) unabhängig sind.
Ist die Verteilung der Zuwächse über gleich langen Zeitintervallen dieselbe, d. h. gilt
{\displaystyle X_{t_{1}+h}-X_{t_{1}}\sim X_{t_{2}+h}-X_{t_{2}}\;\forall t_{1},t_{2}\in T,\;h>0,}
so nennt man {\displaystyle X_{t}} einen Prozess mit stationären Zuwächsen.
Als Lévyprozesse bezeichnet man genau jene Prozesse {\displaystyle (X_{t})}, die unabhängige und stationäre Zuwächse aufweisen.
Häufig wird zusätzlich noch verlangt, dass (fast sicher) {\displaystyle X_{0}=0} gilt.
Ist {\displaystyle (X_{t})} ein allgemeiner Lévyprozess, dann wird durch {\displaystyle Y_{t}=X_{t}-X_{0}} ein Lévyprozess {\displaystyle (Y_{t})} mit {\displaystyle Y_{0}=0} definiert. Im Folgenden sei stets {\displaystyle X_{0}=0} vorausgesetzt.

## Zeitdiskrete Lévyprozesse
Gilt speziell {\displaystyle T=\mathbb {N} _{0}}, so lässt sich die Klasse der Lévyprozesse sehr einfach charakterisieren: Es gibt nämlich für alle solche Prozesse {\displaystyle (X_{n})_{n\in \mathbb {N} _{0}}} eine Darstellung
{\displaystyle X_{n}=\sum _{i=1}^{n}Z_{i},}
wobei {\displaystyle Z_{1},Z_{2},\ldots } unabhängige und identisch verteilte Zufallsvariablen sind. Andererseits ist für jede Folge von unabhängigen Zufallsvariablen {\displaystyle (Z_{i})_{i\in \mathbb {N} }}, die alle die gleiche beliebig vorgegebene Verteilung haben, durch {\displaystyle X_{0}=0} und {\displaystyle \textstyle X_{n}=\sum _{i=1}^{n}Z_{i}} ein Lévyprozess X definiert. Im zeitdiskreten Fall ist ein Lévyprozess also im Prinzip nichts anderes als eine Irrfahrt mit beliebiger, aber gleich bleibender Sprungverteilung. Das einfachste Beispiel für einen zeitdiskreten Lévyprozess ist demnach auch die symmetrische einfache Irrfahrt, bei dem {\displaystyle 2X_{1}-1} symmetrisch bernoulliverteilt ist. Hier bewegt sich der Prozess X, startend bei {\displaystyle X_{0}=0}, in jedem Schritt mit Wahrscheinlichkeit ½ um Eins nach oben, andernfalls um Eins nach unten.

## Zeitstetige Lévyprozesse

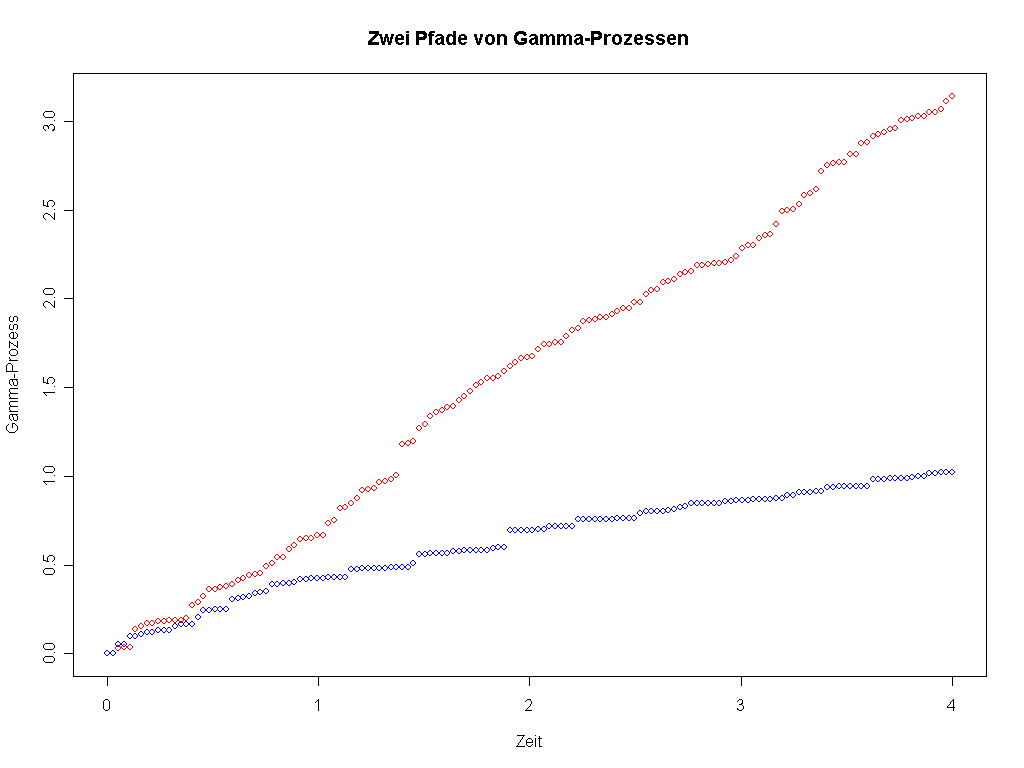
Ein Gamma-Prozess ist ein Lévyprozess, bei dem die Zuwächse unabhängig und gammaverteilt sind. Dies ist möglich, da die Gammaverteilung unendlich teilbar ist. Der Prozess ist fast sicher monoton wachsend, er ist also ein Subordinator. Der Prozess hat unendliche Aktivität und keine Diffusionskomponente. Die beiden zufälligen Pfade sind von Trajektorien von Gamma-Prozessen, mit den shape-Parametern 0.7 (rot) und 0.25 (blau)

Im Fall {\displaystyle T=[0,\infty )} ist die Charakterisierung nicht mehr so leicht: So gibt es zum Beispiel keinen zeitstetigen Lévyprozess, bei dem {\displaystyle X_{1}} wie oben bernoulliverteilt ist.
Jedoch sind zeitstetige Lévyprozesse eng verwandt mit dem Begriff der unendlichen Teilbarkeit: Ist nämlich {\displaystyle (X_{t})_{t\geq 0}} ein Lévyprozess, so ist {\displaystyle X_{1}} unendlich teilbar. Andererseits legt eine unendlich teilbare Zufallsvariable {\displaystyle X_{1}} bereits die Verteilung des gesamten Lévyprozesses {\displaystyle (X_{t})_{t\geq 1}} eindeutig fest.
Jedem Lévyprozess entspricht also eine unendlich teilbare Verteilungsfunktion und umgekehrt.

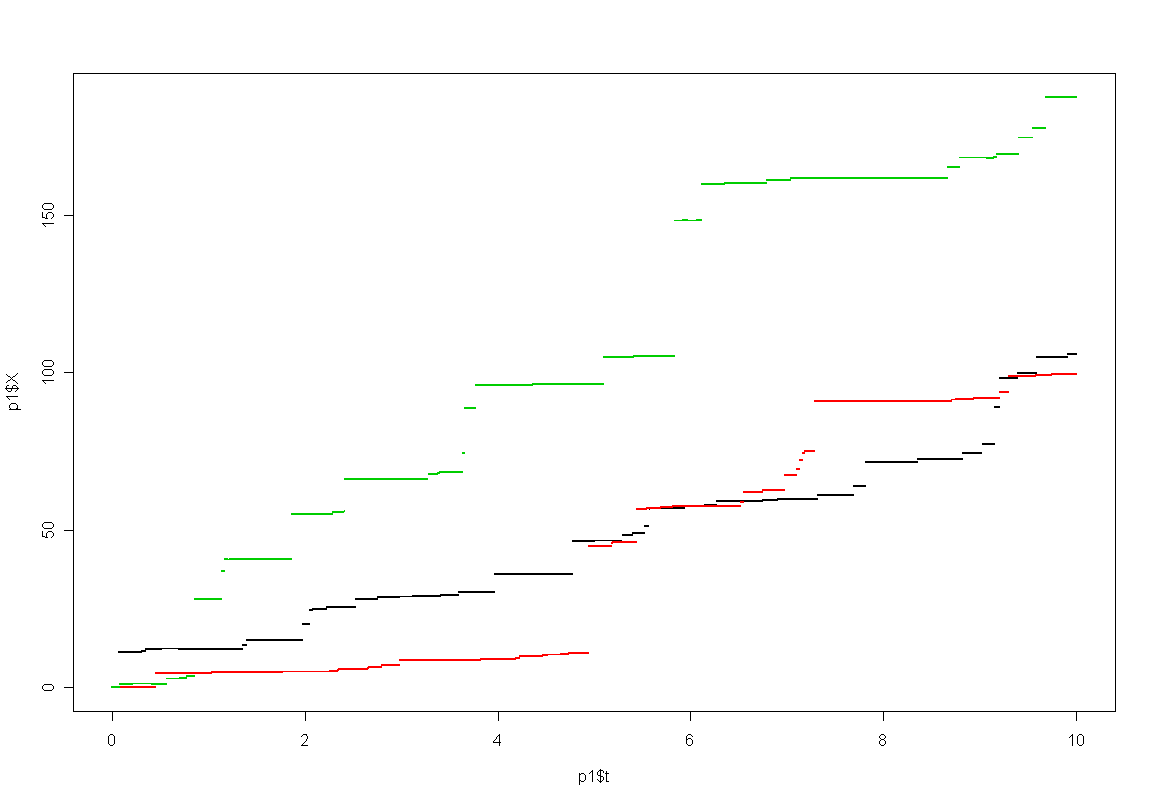
Drei Trajektorien von Lévyprozessen vom Typ Variance-Gamma

Wichtige Beispiele für zeitstetige Lévyprozesse sind der Wienerprozess (auch Brownsche Bewegung genannt), bei dem die unendlich teilbare Verteilung von {\displaystyle X_{1}} eine Normalverteilung ist, oder der Poissonprozess, bei dem {\displaystyle X_{1}} poissonverteilt ist. Doch auch viele andere Verteilungen, beispielsweise die Gammaverteilung oder die Cauchyverteilung, können zur Konstruktion von Lévyprozessen herangezogen werden. Neben dem deterministischen Prozess {\displaystyle X_{t}=\sigma t} ist der Wienerprozess mit konstanter Drift und konstanter Volatilität der einzige stetige Lévyprozess, d. h. aus der Stetigkeit eines Lévyprozesses folgt schon die Normalverteilung seiner Zuwächse. Es existiert jedoch beispielsweise kein Lévyprozess mit gleichverteilten Zuständen.
Wichtig ist auch der Begriff der endlichen und unendlichen Aktivität: Gibt es in einem Intervall unendlich viele (und damit unendlich kleine) Sprünge oder nicht? Auskunft darüber gibt auch das Lévymaß.
Weiterhin sind Subordinatoren von Bedeutung, das sind Lévyprozesse mit fast sicher monoton wachsenden Pfaden. Ein Beispiel dafür ist der Gamma-Prozess. Die Differenz von zwei Gamma-Prozessen wird als variance-gamma-process bezeichnet.

### Weitere Definition
Ein stochastischer Prozess {\displaystyle X_{t},\,t\geq 0} über einem Wahrscheinlichkeitsraum {\displaystyle (\Omega ,{\mathcal {F}},P)} heißt Lévyprozess, wenn
- {\displaystyle X_{0}=0},
- {\displaystyle X_{t}} unabhängige und stationäre Zuwächse hat und
- {\displaystyle X_{t}} stochastisch stetig ist, d. h. für beliebige {\displaystyle \varepsilon >0} und {\displaystyle t_{0}\geq 0} gilt

{\displaystyle \lim _{t\to t_{0}}P(\vert X_{t}-X_{t_{0}}\vert >\varepsilon )=0}.

## Lévy-Chintschin-Formel
Für jeden {\displaystyle \mathbb {R} ^{d}}-wertigen Lévyprozess {\displaystyle (X_{t})_{t\geq 0}} lässt sich seine charakteristische Funktion schreiben in der Form:
{\displaystyle \operatorname {E} (\mathrm {e} ^{izX_{t}})=\mathrm {e} ^{t\psi (z)}}
mit dem charakteristischen Exponenten
{\displaystyle \psi (z)=-{\frac {1}{2}}\langle z,Az\rangle +i\langle \gamma ,z\rangle +\int _{\mathbb {R} ^{d}}(\mathrm {e} ^{i\langle z,x\rangle }-1-i\langle z,x\rangle 1_{|x|\leq 1})\nu (\mathrm {d} x)}
und dem charakteristischen Tripel {\displaystyle (A,\nu ,\gamma )}.
Dabei ist {\displaystyle A\in \mathbb {R} ^{d\times d}} eine symmetrische positiv definite Matrix, {\displaystyle \gamma \in \mathbb {R} ^{d}} ein Vektor und {\displaystyle \nu } ein Maß auf {\displaystyle \mathbb {R} ^{d}} mit
{\displaystyle \nu (\{0\})=0} und {\displaystyle \int _{\mathbb {R} ^{d}}\min(|x|^{2},1)\,\mathrm {d} \nu (x)<\infty .}
Das charakteristische Tripel ist durch den Prozess eindeutig bestimmt.
Benannt ist diese Darstellung der charakteristischen Funktion eines Lévyprozesses nach Paul Lévy und Alexandr Chintschin.

## Lévy-Itō-Zerlegung
Jeder Lévyprozess kann als eine Summe aus einer brownschen Bewegung, einem linearen Driftprozess und einem reinen Sprungprozess, welcher alle Sprünge des ursprünglichen Lévyprozesses beinhaltet, dargestellt werden. Diese Aussage ist bekannt als Lévy-Itō-Zerlegung.
Sei {\displaystyle (X_{t})_{t\geq 0}} ein Lévyprozess in {\displaystyle \mathbb {R} ^{d}} mit charakteristischem Tripel {\displaystyle (A,\nu ,\gamma )}. Dann gibt es drei unabhängige Lévyprozesse, die alle auf dem gleichen Wahrscheinlichkeitsraum definiert sind, {\displaystyle X^{(1)}}, {\displaystyle X^{(2)}}, {\displaystyle X^{(3)}}, so dass:
- {\displaystyle X^{(1)}} ist eine brownsche Bewegung mit Drift, also ein Lévyprozess mit charakteristischem Tripel {\displaystyle (A,0,\gamma )};
- {\displaystyle X^{(2)}} ist ein Lévyprozess mit charakteristischem Tripel {\displaystyle (0,\nu |_{\mathbb {R} ^{d}\backslash \{x;|x|\geq 1\}},0)} (also ein Compound-Poissonprozess);
- {\displaystyle X^{(3)}} ist ein quadratintegrierbares Martingal und ein reiner Sprungprozess mit dem charakteristischen Tripel {\displaystyle (0,\nu |_{\{x;|x|<1\}},0)}.

## Wichtige Eigenschaften
- Die Erwartungswertfunktion eines Lévyprozesses {\displaystyle (X_{t})} ist linear in t, d. h.

{\displaystyle \operatorname {E} (X_{t})=t\operatorname {E} (X_{1})}. Analog gilt für die Varianz
{\displaystyle \operatorname {Var} (X_{t})=t\operatorname {Var} (X_{1})} (vorausgesetzt die entsprechenden Momente existieren zum Zeitpunkt 1). Für die Kovarianzfunktion gilt
{\displaystyle \operatorname {Cov} (X_{s},X_{t})=\operatorname {Var} (X_{\min(s,t)})=\min(s,t)\operatorname {Var} (X_{1})}.
- Falls {\displaystyle E(X_{1})=0} gilt, so ist {\displaystyle (X_{t})} ein Martingal.
- Jeder (zeitstetige) Lévy-Prozess {\displaystyle X} ist bzgl. seiner natürlichen Filtration ein Semimartingal. Dies folgt aus der Lévy-Itō-Zerlegung.